# 카테고리 5 케이블

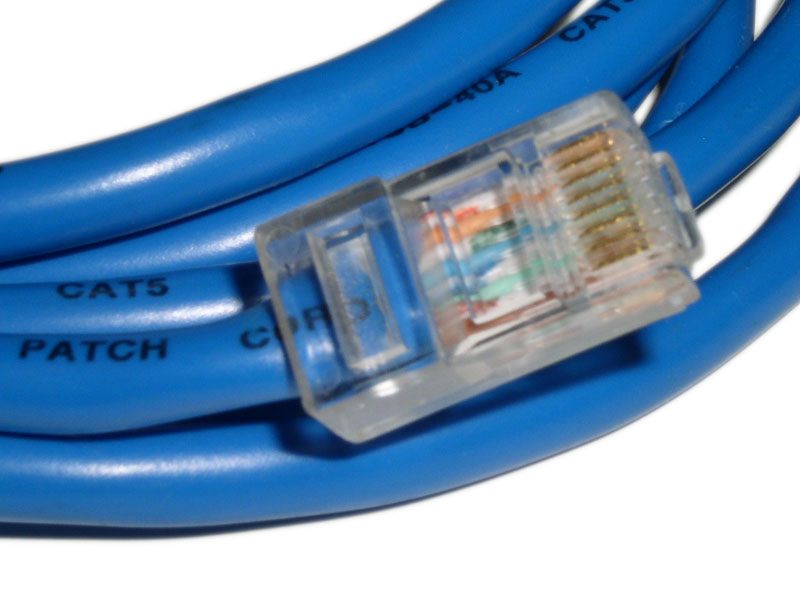
Category 5 patch cable in T568B wiring 이미지

카테고리 5 케이블(Category 5 cable, Cat 5)은 신호 전송을 위한 연선 규격이다. 주로 이더넷과 같은 컴퓨터 네트워크를 구축하는데 사용된다. 전화나 영상 등의 다른 신호 전송에도 사용되었다.
현재 표준으로 규격화되어 있으면서 4쌍의 연선으로 이루어져 있다. 100 Mbps 이하의 속도를 지원한다.
Cat 5 케이블은 Cat 5e 규격과 그 뒤에 나온 Cat 6 케이블로 발전했다.